# ナノトライボロジー
ナノトライボロジー（英: Nanotribology）とはトライボロジー（摩擦学）の領域の一つで、原子間相互作用と量子効果が無視できなくなるナノスケールにおいて、摩擦や摩耗、凝着、潤滑のような現象がどのようにあらわれるかを研究する。その目標は、基礎・応用の両面から物質表面の性質を解明し制御するところにある。
初期のナノトライボロジー研究ではもっぱら実験による直接的な研究が行われており、走査型トンネル顕微鏡 (STM)、原子間力顕微鏡 (AFM)、表面力装置(SFA) など、極めて高い分解能で表面特性を分析できる各種の顕微法がその主役を担っていた。現在では、計算手法および計算機性能の発展の恩恵で、計算科学的な手法による研究も可能になった。
ナノスケールで表面トポロジーを変化させると、摩擦は弱まることも強まることもある。その変化の幅は巨視的なスケールの潤滑や凝着からは考えられないほど大きく、超潤滑や超凝着と呼ばれる現象さえ実現できる。極めて高い比表面積を持つマイクロマシン・ナノマシンでは摩擦と摩耗が決定的に問題となるが、可動部分に超潤滑性を持つコーティングを施すことで解決できる。また、凝着に関する問題もナノトライボロジー技術によって乗り越えられる可能性がある。

## 歴史
摩擦と摩耗は古代から技術上の問題であり続けてきた。過去数世紀にわたって、摩擦のメカニズムを解き明かそうとする科学研究は、トライボロジーの巨視的な側面のみに狙いを絞っていた。近年のナノトライボロジー研究では、体積力（質量や重力と関係する力）が表面力と比べて無視できるようなナノ構造に関心が移っている。そのような系を研究するための科学機器は20世紀後半にようやく登場した。1969年には、平滑面でサンドイッチされた分子サイズの厚みを持つ液膜の挙動をSFAによって研究する手法が初めて開発された。これを皮切りとして、1980年代の研究者たちは固体表面を原子スケールで研究するために様々な技術を生み出した。
ナノスケールで摩擦や摩耗を直接観察することを可能にしたのは、ゲルト・ビーニッヒとハインリッヒ・ローラーが1981年に開発した、原子レベルで物質表面の三次元像を撮影できる装置、走査型トンネル顕微鏡（Scanning Tunneling Microscope、STM）であった。STMでは導電性の試料しか扱うことができないが、1985年にビーニッヒらが開発した原子間力顕微鏡（Atomic Force Microscope、AFM）が絶縁性試料を観察する道を開いた。後にAFMは垂直力だけではなく摩擦力をも測定できるように改良され、摩擦力顕微鏡 (Friction Force Microscope、FFM）または水平力顕微鏡（Lateral Force Microsccope、LFM）という名がつけられた。
21世紀初頭からは、コンピュータを使った原子シミュレーション手法によって個々のアスペリティの挙動が研究されるようになった。少数個の原子からなるアスペリティさえ扱うことができるようになると、物質中の化学結合や相互作用の性質が高い空間・時間分解能で理解されるようになった。

## 表面分析

### 表面力装置
表面力装置（Surface Forces Apparatus、SFA）とは、凝着力、液体や蒸気における毛管力、van der Waals相互作用など、二つの表面の間にはたらく物理的な力を測定する装置である。1969年にこの種の装置が初めて報告されて以来、数々のバージョンが開発されてきた。
SFA 2000はそれまでの表面力装置よりも構成が単純で使いやすくクリーンな機種であり、薄膜、ポリマー、ナノ粒子、多糖類のナノトライボロジー研究に用いられる機器として最先端のものの一つである。SFA2000のカンチレバーはコイルばねによる機械的な粗動機構と圧電素子による電気的な微動機構を備えており、その運動は7桁におよぶ制御が可能である。極めて微細な制御が行えるため、1 Å以下の位置精度を実現できる。試料は分子レベルで平滑な二枚のマイカ表面にエピタキシャルに成長させられる。
二つの表面が間隔 D で静止したとき、垂直力 Fnormal(D) は次の簡単な関係式によって求められる。
{\displaystyle F_{\text{normal}}(D)=k(\Delta D_{\text{applied}}-\Delta D_{\text{measured}})}
ここでは下側の表面がばね定数 k のカンチレバーで支えられていると考える。ΔDapplied は前述のような機構でカンチレバー基部に与えた変位、ΔDmeasured は多重干渉法（MBI）で測定された試料の変位である。これらの差がカンチレバーのたわみに当たる。この過程で {\textstyle {\partial F(D) \over \partial D}>k} となれば力学的な不安定性が生じ、下側の表面は自発的に安定な位置まで飛び移る。その変位を ΔDjump として、凝着力は次の式で求められる。
{\displaystyle F_{\text{adhesion}}=k\Delta D_{\text{jump}}}.
DMTモデルを用いると、単位面積当たりの相互作用エネルギー（表面エネルギー）は以下のように求められる。
{\displaystyle W_{\text{flat}}(D)={F_{\text{curved}}(D) \over 2\pi R}}
ここでは互いに垂直な軸を持つ円筒面が接している場合を考えており、R は円筒の曲率半径、Fcurved(D) は接触面の間にはたらく力を表す。

### 走査型プローブ顕微鏡
AFMやSTMなどの走査型プローブ顕微鏡（Scanning Probe Microscoy、SPM）はナノトライボロジー研究に広く用いられている。STMは原子分解能が得られるため、清浄な導電性試料表面のモルフォロジーおよびトポロジーを測定する際にもっぱら用いられる。
原子間力顕微鏡（AFM）はトライボロジーを原理レベルで研究する上で強力な手段である。表面と探針との間の接触面が極めて微細である上、高度に洗練された運動制御機構と、原子レベルの位置測定精度を備えている。AFMの心臓部は鋭利な探針を備えたしなやかなカンチレバーである。探針は試料と接触する部分であるため、理想的には先端の断面が原子サイズでなければならないが、実際にはナノスケールである（半径10～100 nm）。ナノトライボロジーの分野では、AFMが垂直力と摩擦力をピコニュートンの分解能で測定するために広く使われている。
探針を試料表面に近づけると、先端の原子と試料とが力を及ぼし合い、相互作用の強さに比例するたわみをカンチレバーに与える。正または負の垂直力がはたらくと、カンチレバーは平衡位置から上または下に曲げられる。垂直力は以下の式で計算できる。
{\displaystyle F_{\text{normal}}=k\Delta V/\sigma }
ここで k はカンチレバーのばね定数、ΔV はフォトディテクタが出力する電気信号で、カンチレバーの変位と直接比例している。σ はAFMの光てこ感度である。
水平力の測定にはFFMが用いられる。この装置は基本的にAFMと同様の構造を持っており、異なるのは探針先端が水平力（ここでは摩擦力）によって軸に対して横向きに動く点である。その結果カンチレバーにねじりが生まれる。変形しすぎて探針の先端以外の箇所が表面に触れることはないように制御されている。ねじれ量は常にフォトディテクタによって測定されており、以下の式で摩擦力に変換される。
{\displaystyle F_{\text{frictional}}={{\Delta Vk_{\phi }} \over {2h_{\text{eff}}\delta }}}
ここで ΔV はフォトディテクタの出力電圧、kΦ はカンチレバーのねじりばね定数、heff は探針の長さとカンチレバーの厚さの和、δ は横たわみ感度である。
探針先端が受ける荷重はカンチレバーの変形によって特定可能であり、荷重を制御量とするモードで測定が行われる。しかしその場合、カンチレバーのスナップインやスナップアウトが起こる距離では安定な測定が行えない。このような不安定性を回避するには変位を制御量とする方式がある。界面力顕微鏡はその一つである。
測定中、探針が常に試料と接触している方式をコンタクトモード（スタティックモード）と呼び、それに対して探針を振動させる方式をタッピングモード（ダイナミックモード）と呼ぶ。探針によって変形や破損（摩耗）を受けない硬い試料に対しては、一般にコンタクトモードが用いられる。柔らかい材料では摩耗を最小限に抑えるためタッピングモードが用いられる。タッピングモードでは、探針はピエゾ素子によってカンチレバーの共振周波数（70-400 kHz程度）で加振され、周期的に試料表面を叩く（タップする）。その振幅はおよそ20-100 nmとなり、この範囲では探針先端が試料に凝着することはない。
原子間力顕微鏡は試料の硬さやヤング率を測定するためのナノ圧子として使用できる。この用途ではダイヤモンド製の探針が用いられる。探針は約2秒にわたって表面に押し付けられ、その後荷重を変更しながら同じ手順を繰り返す。最大荷重を圧痕の投影面積で割ると硬さが得られるが、盛り上がり（パイルアップ）や沈み込み（シンクイン）があると正確な圧子断面積が求められない場合がある。試料の剛性とヤング率、ポアソン比、および圧痕面積の関数の間の関係を与えるOliver-Pharr法を用いればヤング率が計算できる。

### 原子論的シミュレーション
ナノトライボロジーにおいて、数値計算はナノインデンテーションや摩擦、摩耗、潤滑のような多様な現象の研究に有用である。原子論的シミュレーションではひとつひとつの原子の運動やその軌跡を高い精度で求めることも可能であり、その情報は実験結果の解釈や、理論の検証や、実験的には実現困難な現象の研究に用いられる。さらに、試料調製、機器校正のような実験上の困難の多くは原子論的シミュレーションには存在しない。また、傷一つない清浄表面から極度に乱れたものまで、理論的にはいかなる表面も扱うことができる。ナノトライボロジーの分野に限ったことではないが、原子論的シミュレーションは原子間ポテンシャルが近似的にしか得られていないことや計算機能力の限界によって制約を受ける。このため、シミュレーション時間は多くの場合小さく（フェムト秒）、時間ステップは第一原理シミュレーションで1 fs、粗視化モデルで5 fsに限定される。
原子論的シミュレーションによって、SPM測定中に探針と試料表面の間の引力によって急激な接触が起きることが示されている。この現象は、荷重制御AFMにおいてカンチレバーが柔軟であるために起きるスナップインとは全く異なる起源を持つ。また、AFMの原子分解能の起源もシミュレーションによって発見された。探針と試料の原子の間に共有結合が形成され、それがvan der Waals相互作用より支配的にはたらくために高い解像度が生まれるという。しかし、コンタクトモードAFMのスキャン中に原子空孔やアドアトムを検出するには原子レベルで鋭い先端が必要であることもシミュレーションで明らかになった。その一方、タッピングモードでは、先端が原子レベルで鋭くなくとも、いわゆる周波数変調法によって原子空孔やアドアトムを識別することができる。結論として、現実のAFMで原子分解能を達成できるのはノンコンタクトモードのみである。

## 特性

### 摩擦
摩擦力、すなわち相対運動を妨げる力は、通常アモントン＝クーロンの法則（摩擦を参照）のような経験則に即して考えられるが、ナノスケールにおいてはこれらの経験則は妥当性を失う。一例として、アモントンの第二法則によれば摩擦係数は接触面積によらないはずである。しかし、物質表面は一般にアスペリティを持つため、真実接触面積はアモントンの法則がいう見かけの接触面積とは大きく異なっている。実際には真実接触面積を減らすことで摩擦を低減することは可能である。
AFMやFFMの探針は、試料表面をスキャンする間にポテンシャルエネルギーが低い（安定な）領域と高い領域を通過する。ポテンシャルの大小を決める要因の一つは原子位置、大きいスケールで言えば表面粗さである。熱の影響を考慮しないなら、探針にポテンシャル障壁を乗り越えさせる力は、探針を支持しているカンチレバーの復元力しか存在しない。このような状況ではスティックスリップ運動が起きる。
ナノスケールでは摩擦係数はいくつかの条件によって変わる。例えば、小荷重領域では摩擦係数はマクロなスケールより小さく、荷重を大きくするとマクロな値に近づく。また温度や表面間の相対速度も摩擦係数に影響を与える。

### 原子スケールにおける潤滑と超潤滑
潤滑とは、互いに接触している二つの表面の間の摩擦を低減するために用いられる技術である。接触面の間に介在して摩擦を低減する液体を一般に潤滑剤という。
マイクロデバイスやナノデバイスでは潤滑が必須であることが多いが、これらの微小な部品に合わせて従来の潤滑剤を分子サイズの薄い層にすると、粘性の影響が強くなりすぎる。この場合、Langmuir-Blodgett膜や自己組織化単分子膜のような方法で作られた薄膜を用いると効果的である。
薄膜や自己組織化単分子膜は凝着性を高めるためにも用いられる。磁気記憶媒体に用いられるペルフルオロ化合物潤滑剤（PFPE）で、親水性を持たせたタイプと疎水性を持たせたタイプでは、湿潤環境における挙動が反対となることが発見されている。水分子は疎水性PFPE層の表面には凝着せず、基板との界面に潜り込んでPFPE層のぬれ性を低下させる。その結果、PFPE層はむしろ凝着力の増加をもたらす。親水性PFPEではこのような効果がなく、潤滑性が向上する。

#### 超潤滑
「トライボロジーでいう超潤滑とは、摩擦が消失した状態のことで、ナノスケール物質どうしの接合で起きることがある」。
ナノスケールでは摩擦は異方性を持つ傾向がある。格子構造が互いに不整合な二つの表面が接していると、すべての原子が異なる方向に異なる大きさの力を受けることになる。このような場合、力が互いに打ち消し合って実質的な摩擦力はほぼゼロとなる。二つの接触面の格子構造が同じであっても、相対的な角度によって整合・不整合は入れ替わるので、方位によって摩擦の特性が変わることになる。この現象は超高真空走査トンネル顕微鏡（UHV-STM）による測定ではじめて実証された。格子どうしが不整合であれば摩擦は見られず、整合であれば摩擦力が生まれることが確かめられている。このような原子レベルでのトライボロジー的挙動が超潤滑のもとになっている。
黒鉛、二硫化モリブデン（MoS2）、チタンシリコンカーバイド（Ti2SiC2）などの固体潤滑剤はその実例である。これらの物質は層状構造を持つため、層間のせん断に対する抵抗が弱いことが潤滑性の原因だと考えられる。巨視的なスケールで見れば、摩擦には多くの微視的な接触が関与しており、それぞれ異なるサイズと方位を持っているとしても、前記の実験によれば接触部の大部分は超潤滑状態にあると推定される。したがってこれらの物質では平均摩擦力が大幅に削減されて潤滑効果を発揮すると説明される。
LFMを用いた別の実験では、負の垂直荷重を印加したときにはスティックスリップ現象が現れないことが示された。探針はなめらかに滑り、平均摩擦力は見かけ上ゼロであった。

#### 原子スケールにおける熱潤滑
AFMとFFMの登場以来、原子スケールでは潤滑に対する熱の効果が無視できないと考えられるようになった。探針は熱的な励起によってさまざまな方向にランダムなジャンプを行っている。探針支持体のスキャン速度が遅い場合には、探針が一つの低ポテンシャル点から次の点まで動くのにかかる時間が長く、その間に探針が熱運動によって勝手に次の点までジャンプする可能性が高くなる。したがって、探針が支持体の動きに追随するために必要な水平力は小さい。つまり摩擦力が大きく低下する。このような現象に対して熱潤滑（thermolubricity）という語が与えられた。

### 凝着
凝着とは、二つの表面が互いに接触したままでいようとする性質を指す。AFMの発展とともに、凝着の研究においてマイクロ・ナノスケールが注目されるようになった。AFMを用いたナノインデンテーション実験によって凝着力を定量的に測定できるようになったのである。
これらの研究によれば、薄膜の硬さは膜厚によらず一定で、以下の式で与えられる。
{\displaystyle H={\frac {P_{\text{c}}}{A_{\text{c}}}}}
ここで H は硬さ、Ac は圧痕の投影面積、Pc は圧子に印加された荷重である。
押し込み深さを h として {\textstyle {dP \over dh}} で定義される接触剛性は、圧子の接触線の半径 rc から以下のように求められる。
{\displaystyle S=2\cdot E'\cdot r_{\text{c}}}
{\displaystyle {\frac {1}{E'}}={\frac {1-\nu _{\text{i}}^{2}}{E_{\text{i}}}}+{\frac {1-\nu _{\text{s}}^{2}}{E_{\text{s}}}}}
E′ は換算ヤング率（reduced Young's modulus）、Ei と νi は圧子のヤング率とポアソン比、Es と νs は試料のヤング率とポアソン比である。
しかし、rc は常に直接観察から求められるとは限らない。hc（インデント深さ）から推定することはできるが、盛り上がりや沈み込みが存在していてはならない（Sneddon表面条件が完全に満たされていなければならない）。
そうではない場合、例えば沈み込みがあるなら、円錐形の圧子について以下が成り立つ。

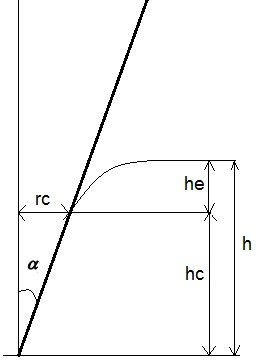
沈み込みが起きた状態。h は圧子先端の変位、h_{e} は圧子と試料表面との接触線が弾性的に沈み込んだ変位量、h_{c} は接触深さ、r_{c} は接触半径、α は圧子の円錐角を表す。

右図から以下の関係がわかる。
{\displaystyle h=h_{\text{c}}+h_{\text{e}}}
かつ
{\displaystyle r_{\text{c}}=h_{\text{c}}\cdot \tan \alpha }
OliverとPharrの研究より
{\displaystyle h_{\text{e}}=\epsilon \cdot h}
ここで {\displaystyle \epsilon } は圧子形状による定数で、円錐形の場合は {\textstyle \epsilon =1-{\frac {2}{\pi }}} 、球形の場合は {\textstyle \epsilon ={\frac {1}{2}}} 、先端が平らな円筒形では {\textstyle \epsilon =1} となる。
ここからOliverとPharrは、凝着力を考えず弾性力 Fe のみを考慮して以下の結論を導いた。
{\displaystyle F_{\text{e}}={\frac {2}{\pi }}\cdot E'\cdot \tan \alpha \cdot (h-h_{\text{f}})^{2}}
凝着力 Fa を考慮すると、荷重の合計 P は
{\displaystyle P=F_{\text{e}}+F_{\text{a}}}
凝着エネルギー Wa と凝着の仕事 γa を導入して
{\displaystyle W_{\text{a}}=-{\frac {\gamma _{\text{a}}\cdot 4\cdot \tan \alpha }{\pi \cdot \cos \alpha }}\cdot h_{\text{c}}^{2}}
よって
{\displaystyle F_{\text{a}}=-{\frac {\gamma _{\text{a}}\cdot 8\tan \alpha }{\pi \cdot \cos \alpha }}\cdot (h-h_{\text{f}})}
最終的に以下が得られる。
{\displaystyle P(h)={\frac {2E'\cdot \tan \alpha }{\pi }}\cdot (h-h_{\text{f}})^{2}-{\frac {\gamma _{\text{a}}\cdot 8\tan \alpha }{\pi \cdot \cos \alpha }}\cdot (h-h_{\text{f}})}
凝着力の項が追加されたことの意味は以下のグラフに表されている。

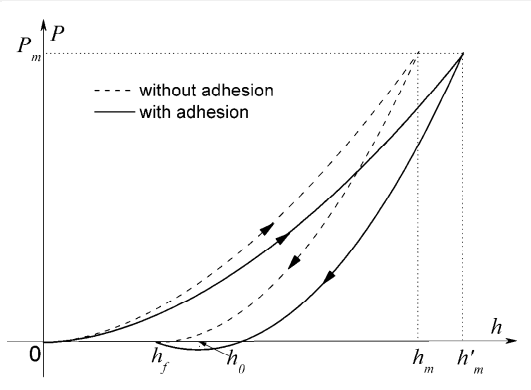
凝着力の効果を示す荷重-変位曲線。破線は凝着がない場合、実線はある場合を表す。

凝着が無視できない場合、負荷の過程では、凝着力は押し込み仕事に寄与するため押し込み深さが増加する。逆に除荷の過程では、凝着力は変位を阻害し、負の荷重（引力）さえ生じる。

#### 凝着研究の応用
凝着現象は薄膜において重要性が高い。薄膜では、基板表面とのミスマッチが原因で内部応力が生じ、界面剥離につながる問題があるためである。圧子によって垂直荷重が印加されると、薄膜は塑性変形を起こし、荷重が臨界値に達したところで止まる。ここで界面破壊が進行し始める。界面のクラックは放射状に伝播していき、最終的に薄膜が屈曲して止まる。
そのほか、バイオミメティクスの応用でも凝着が研究されている。昆虫やクモ、トカゲ、ヤモリなどの生物が発達させたユニークな登攀能力を人工的な物質によって再現しようという試みである。多層にわたる階層構造が凝着性を高めることがわかっており、ヤモリの足の組織を模した合成接着剤がナノ加工技術と自己集合によって作り出された。

### 摩耗
摩耗という現象は、機械的な作用による表面物質の脱落や変形に起因する。ナノスケールの摩耗は面に対して一様に作用することはない。二つの接触面が相対運動を行うと、表面で物質の脱落や変形が起こり、結果として不規則な凹凸が生まれる。相対運動が続くとこれらの凹みの幅や深さは増加していく。
巨視的なスケールでは、摩耗は摩耗量（損失した物質の体積もしくは質量）もしくは摩耗率（摩耗仕事もしくは摩耗距離に対する摩耗量の比）で測られる。ナノサイズでは物質の損失量を測定することが困難なため、表面トポロジーの変化をAFMで測定することによって摩耗を評価する。